# 吉目木晴彦
吉目木 晴彦（よしめき はるひこ、1957年2月25日- ）は、日本の小説家、日本近代文学研究者、安田女子大学文学部教授。「吉」の正確な表記は「」（「土」の下に「口」、つちよし）である。

## 経歴
神奈川県小田原市生まれ。武田家に生まれたが二歳で父が死んだため吉目木家へ養子にいく。養父は農学者の吉目木三男（1966年東北大学理学博士）。父がルイジアナ州立大学の研究員となったため、、子供時代をアメリカやタイなどで過ごす。アメリカでは、作品の舞台になったルイジアナ州のバトンルージュにも住んでいたことがある。江馬修『山の民』に感動し、影響を受ける。武蔵工業大学付属高等学校（現東京都市大学付属高等学校）、成蹊大学法学部法律学科卒業。
会社勤務のかたわら小説を書き始め、1985年に「ジパング」で第28回群像新人文学賞優秀作に選ばれる（佳作入選）。1988年に『ルイジアナ杭打ち』で第10回野間文芸新人賞、1991年に『誇り高き人々』で第19回平林たい子文学賞を受賞している。その後、1993年の上半期に、『寂寥郊野』で第109回の芥川賞を受賞した。国際結婚してアメリカ在住の日本人女性のアルツハイマー症の発症を巡る家族と当事者の人間関係を描いた作品で、1998年に松井久子監督の第1回監督作品として『ユキエ』というタイトルで映画化されている。作品のタイトルを考えるのが苦手といい、文学賞を受賞した主要作品の多くも担当の編集者のアイディアでタイトルがつけられている。
2014年より安田女子大学文学部日本文学科教授（現代小説論、文芸創作論）。

## 著作

### 小説
- 『ルイジアナ杭打ち』講談社 1988年 / 講談社文庫 1993年
- 『誇り高き人々』講談社 1991年
- 『寂寥郊野』講談社 1993年 / 講談社文庫 1998年
- 『夢見る貝の伝記』講談社 1994年

### エッセイ等
- 『魔球の伝説 Rounders』講談社 1990年 / 講談社文庫 1994年
- 『すべての執筆活動をパソコンで 文筆家が使う電脳書斎「超漢字」』パーソナルメディア 2002年

### 翻訳
- レックス・ゴードン『宇宙人フライデー』小学館・地球人ライブラリー 1996年

### 単行本未収録作品
- 「アイオワの鱒釣り」（『群像』1995年1月号）